# Boghazi
Boghazi (Μπογάζι - en griego) - (Boğaz - en turco) es una villa de Chipre localizada a 7 km al noreste de la localidad de Trikomo, y a 24 km al norte de Famagusta, sobre la bahía homónima. Desde 1974 se encuentra bajo control, de facto de la República Turca del Norte de Chipre.
Boğaz significa "estrecho" en turco. El censo disponible más antiguo data de 1911, cuando contaba solo con 15 habitantes, siete de ellos turcochipriotas.
A partir de 1964 recibió una base militar de la Guardia Nacional grecochipriota. Con la compra de Makarios de seis lanchas torpederas a la Unión Soviética, surgió la necesidad de constituir apostaderos para ellas. Por tal motivo, el Gobierno de Chipre requisó instalaciones en el puerto de Boghazi, en un complejo que pertenecía a un operador de nombre Bodossaki. En este puerto se constituyó el Servicio de Logística de la Marina Chipre y se lo renombró como Base Naval Chrisoulis en honor a uno de los muertos en el hundimiento de la lancha Phaethon durante el enfrentamiento de Kokkina. La base naval se constituyó en un centro para la reparación y mantenimiento de lanchas torpederas de la Guardia Nacional.
Boghazi, antes de la invasión turca de 1974, albergaba a 120 habitantes, de los cuales 108 eran grecochipriotas. Con el avance de las tropas turcas, la población de esa nacionalidad emigró hacia el sur de la isla. Dos lanchas torpederas que se encontraban en el lugar reciben la orden de ser hundidas el 14 de agosto de 1974.
Durante los últimos años, turcochipriotas de clase media provenientes de Nicosia y Famagusta adquirieron o construyeron propiedades en el lugar. Desde principios de 1980 el pueblo se ha incorporado en el municipio de Trikomo / Yeni İskele. Actualmente, Boghazi es un centro turístico y villa pesquera consistente en un pequeño puerto y distintos hoteles.